# Gornje Brezno
Gornje Brezno es una localidad de Croacia en el municipio de Hum na Sutli, condado de Krapina-Zagorje.

## Geografía
Se encuentra a una altitud de 305 m s. n. m. a 73,7 km de la capital nacional, Zagreb.

## Demografía
En el censo 2011, el total de población de la localidad fue de 289 habitantes.